# 644 هـ
644 هـ هِي سنة في التقويم الهجري امتدت مقابلةً في التقويم الميلادي بين سنتي 1246 و1247.

## وفيات
- شرف الدين بن التلمساني